# Anodontoides radiatus
Anodontoides radiatus är en musselart som först beskrevs av Conrad 1834.  Anodontoides radiatus ingår i släktet Anodontoides och familjen målarmusslor. IUCN kategoriserar arten globalt som nära hotad. Inga underarter finns listade i Catalogue of Life.